# Tournoi pré-olympique de l'AFC 1983-1984, premier tour, groupe 2
Navigation
Groupe 1 Groupe 3
Cet article donne les résultats des matches du groupe 2 lors du premier tour du tournoi pré-olympique de l'AFC 1983-1984,.

## Classement
| Rang | Équipe              | Pts     | J       | G       | N       | P       | Bp      | Bc      | Diff    |  | Résultats (▼ dom., ► ext.) |     |     |     |
| ---- | ------------------- | ------- | ------- | ------- | ------- | ------- | ------- | ------- | ------- |  | -------------------------- | --- | --- | --- |
| 1    | Irak                | 5       | 4       | 1       | 3       | 0       | 4       | 3       | +1      |  | Irak                       |     | 0-0 | 0-0 |
| 2    | Bahreïn             | 4       | 4       | 1       | 2       | 1       | 3       | 3       | 0       |  | Bahreïn                    | 1-2 |     | 0-0 |
| 3    | Émirats arabes unis | 3       | 4       | 0       | 3       | 1       | 3       | 4       | -1      |  | Émirats arabes unis        | 2-2 | 1-2 |     |
| -    | Liban               | Forfait | Forfait | Forfait | Forfait | Forfait | Forfait | Forfait | Forfait |  | Liban                      |     |     |     |

## Détail des rencontres
| 9 septembre 1983 | Irak    | 0 - 0   | Bahreïn | Al-Shaab Stadium Bagdad, Irak |
| |         | (0 - 0) |         |                               |
| Qassim Mohamed - Adnan Dirjal, Khalil Allawi, Karim Allawi ( Hassan Ali (en)), Abdel-Hassan, Natik Hashim - Ali Hussein, Haris Mohammed - Adnan Hamad, Ahmed Radhi, Hussein Saeed | Équipes |         |         |                               |

| 16 septembre 1983 | Irak    | 0 - 0   | Émirats arabes unis | Al-Shaab Stadium Bagdad, Irak |
| |         | (0 - 0) |                     |                               |
| Qassim Mohamed - Adnan Dirjal, Khalil Allawi, Hassan Ali (en), Abdel-Hassan, Karim Allawi, Natik Hashim - Ali Hussein, Haris Mohammed - Ahmed Radhi, Hussein Saeed | Équipes |         |                     |                               |

| 29 septembre 1983 | Bahreïn | 0 - 0   | Émirats arabes unis | Stade national de Bahreïn Riffa, Bahreïn |
|                   |         | (0 - 0) |                     |                                          |

| 7 octobre 1983 | Bahreïn   | 1 - 2 | Irak                              | Stade national de Bahreïn Riffa, Bahreïn |  |
|                | Zuayed ?? | (? - ?) | Ahmed Radhi ?? · Hussein Saeed ?? |                                          |  |
|                | Équipes   | Qassim Mohamed - Adnan Dirjal, Khalil Allawi, Karim Allawi ( Hassan Ali (en)), Abdel-Hassan, Natik Hashim - Ali Hussein ( Shaker Mahmoud), Haris Mohammed - Adnan Hamad, Ahmed Radhi, Hussein Saeed |                                   |                                          |  |

| 10 octobre 1983 | Émirats arabes unis | 2 - 2 | Irak                               | Sharjah Stadium (en) Charjah, Charjah |  |
|                 | al-Talyani ??       | (? - ?) | Karim Saddam 24e · Ahmed Radhi 61e |                                       |  |
|                 | Équipes             | Qassim Mohamed - Adnan Dirjal, Khalil Allawi, Hassan Ali (en), Abdel-Hassan, Karim Allawi - Shaker Mahmoud, Ali Hussein, Karim Saddam - Ahmed Radhi, Hussein Saeed |                                    |                                       |  |

| 14 octobre 1983 | Émirats arabes unis | 1 - 2   | Bahreïn | Sheikh Zayed Stadium Abou Dabi, Abou Dabi |
|                 |                     | (? - ?) |         |                                           |